# Сирио (езеро)
Езерото Сирио (на италиански: Lago Sirio, Лаго Сирио) е ледниково езеро в Метрополен град Торино, регион Пиемонт, Северна Италия, разположено на границата между общините Ивреа и Киаверано. Намира се на около 55 км от град Торино.

## Общи характеристики
Езерото Сирио, известно в миналото като езеро Сан Джузепе (Св. Йосиф) заради присъствието на едноименен манастир в околността, е най-голямото от Петте езера на Ивреа (Черното езеро, Пистоно, Сан Микеле и Кампаня). С площ от около 0,3 км², дължина на бреговата ивица 3,33 км и с максимална дълбочина от около 43 м то е единственото от тези пет ледникови езера, захранвано от извор.
Достъпът до езерото е възможен от две места, разположени на югозапад и на изток. На брега, който върви от изток към югозапад, има пейки и зони за пикник, от които може да се съзре средновековният замък на Монталто Дора. Отсрещният бряг е недостъпен поради стръмния терен и наличието на къщи. Южният бряг е зает от историческия гребен клуб Сирио, основан през 1887 г.
Около Сирио живеят различни животински и растителни видове, характерни за влажни зони, като дървесни жаби, жаби, диви патици и зеленоножки. Предвид екологичното значение на района Сирио, заедно с езерата на Ивреа (с изключение на езерото Сан Микеле), е дефиниран като Местообитание от интерес за Общността (код IT1110021). В бъдеще езерото, заедно с останалите 4 езера на Ивреа, ще бъде включено в Природния парк на Петте езера на Ивреа (Parco naturale dei Cinque Laghi di Ivrea) под ръководството на Метрополен град Торино.

## Геология
Сирио е сгушено в скалист хълмист район и по-конкретно – в северната част на внушителния Моренов амфитеатър на Ивреа, оформен през Плейстоцена от ледника Балтеа. То е дълбоко почти колкото едно от най-големите езера в Пиемонт – Вивероне. Това се дължи както на ерозивната способност на ледника Балтеа, издълбал дълбока котловина в скалата, така и на доста бавния процес на утаяване в езерото, така че е нужно доста време то да се запълни с утайка, за да превърне в блато и да изчезне.
По южния му бряг има крайбрежна пътека, от която се наблюдава природна гледка. На противоположния му бряг има закръглени скалисти хълмчета от твърд диорит с ръждив до черен цвят, подобно на Монте Неро, издигащ се отляво. Зад него се вижда най-високият от хълмовете – Пунта Монтезина (527 м), чийто горист връх е съставена от ледникови депозити, формиращи морена (което е уникално за района явление). По-наляво, на върха на релеф от светли скали, т. нар. „доломити на Канавезе“, се издига замъкът на Монталто Дора. От дясно се вижда замъкът на Сан Джорджо, разположен на върха на Монте Албагуа, съставен от тъмни скали – базални гранулити на дълбоката континентална кора, принадлежащи на зоната Ивреа-Вербано. На фона като зелена стена се вижда мореновият релеф „Ла Сера ди Ивреа“, пред който се намира релефът на Малката Сера на Ивреа, върху който е разположено село Андрате.

## Спорт и туризъм
Езерото е популярна туристическа дестинация. Заобиколено е от асфалтиран път, което го прави подходящо за разходки. Пръстенът на езерото Сирио се съединява с този на езерото Пистоно, така че може да върви по пътеките до градчето Монталто Дора. „Пръстенът на езерото Сирио и на балериновите земи“ е маршрут сред природата, покрай селски пътища и сред живописна флора и фауна. Наоколо има множество зеленчукови и овощни градини, градини и ливади, подходящи за печене на слънце, както и безплатен плаж на брега. В района на езерото могат да се практикуват различни туристически и спортни дейности: кану, гребане, водно колело, плуване и т.н., с изключение на използването на моторни лодки, което е забранено. В района „Марина ди Ивреа“ се разположени хотел, ресторанти, селски къщи, тенис кортове, игрище за минифутбол, къмпинг, паркинги и др.
В езерото може да се практикува спортен риболов за притежателите на членска карта F.I.P.S.A.S.
На брега на езерото се провеждат редица спортни и неспортни състезания:
- Класическата за Пиемонт „Бегачна обиколка на Петте езера“ (Corsa ai cinque laghi) през септември, достигнала до 42-рото си издание през 2019 г. Състезание за аматьори в района на Петте езера на Ивреа по 25 км асфалтирани и неасфалтиран пътища, гори и порфир.
- Състезание по бързо ходене „Ивреа – Момбароне“ (Gara podistica Ivrea – Mombarone) с начало пл. Отинети в град Ивреа и с край – езерото Сирио, по обозначен маршрут
- Триатлон Триолейк (Tri@lake): в края на септември в района на Петте езера на Ивреа (Сирио, Пистоно и Черното езеро), подходящо за професионалисти и аматьори в 3 спорта: плуване, бягане и планинско колоездене
- Състезания „Между езерата“ (Trailaghi) – 4 на брой състезания с участие по двойки и 1 несъстезателна разходка, с начало и край – село Киаверано, през пролетта
- Зимно тестване (Cimento invernale) – зимен пробен плувен тест в първия ден на годината, организиран от Шале Моя (Chalet Moia)
- Пробег в памет на сем. Моя (Memorial congiugi Moia) – пробег на сухо с дължина 3600 м.

## Любопитно
През февруари 2020 г., по искане на общините на град Ивреа и село Киаверано, Държавната адвокатура се произнася по спорен въпрос от десетилетия относно собствеността върху езерото Сирио. Според нея то е държавната собственост и старата разпоредба от 1868 г. не може да бъде разчетена в полза на частни лица. Неговото управление се пада на общините Ивреа и Киаверано заедно с Регион Пиемонт.
Символът на езерото в продължение на 15 години – самотният лебед Балдасар е убит на 14 май 2015 г. от плуващ в езерото мъж, който, по негови думи, e нападнат от птицата. Случаят предизвиква широко обществено и медийно възмущение, и стига до съд.

## Галерия
- Гледка от североизток
- Гледка от югозапад
- Брегът на езерото
- Гребен клуб Сирио
- Балдасар – самотният лебед на Сирио
- Гледка близо до Шале Моя
- Гледка близо до Шале Моя
- Панорамна гледка от югозапад